# Arão Benjamim
 Arão Benjamim  (Ilha Terceira, Açores, ?) foi um músico português que publicou várias composições musicais, entre as quais se destacam: "Morena" e "Partida do Comboio". Também compôs várias valsas.